# Католицизм в Норвегии

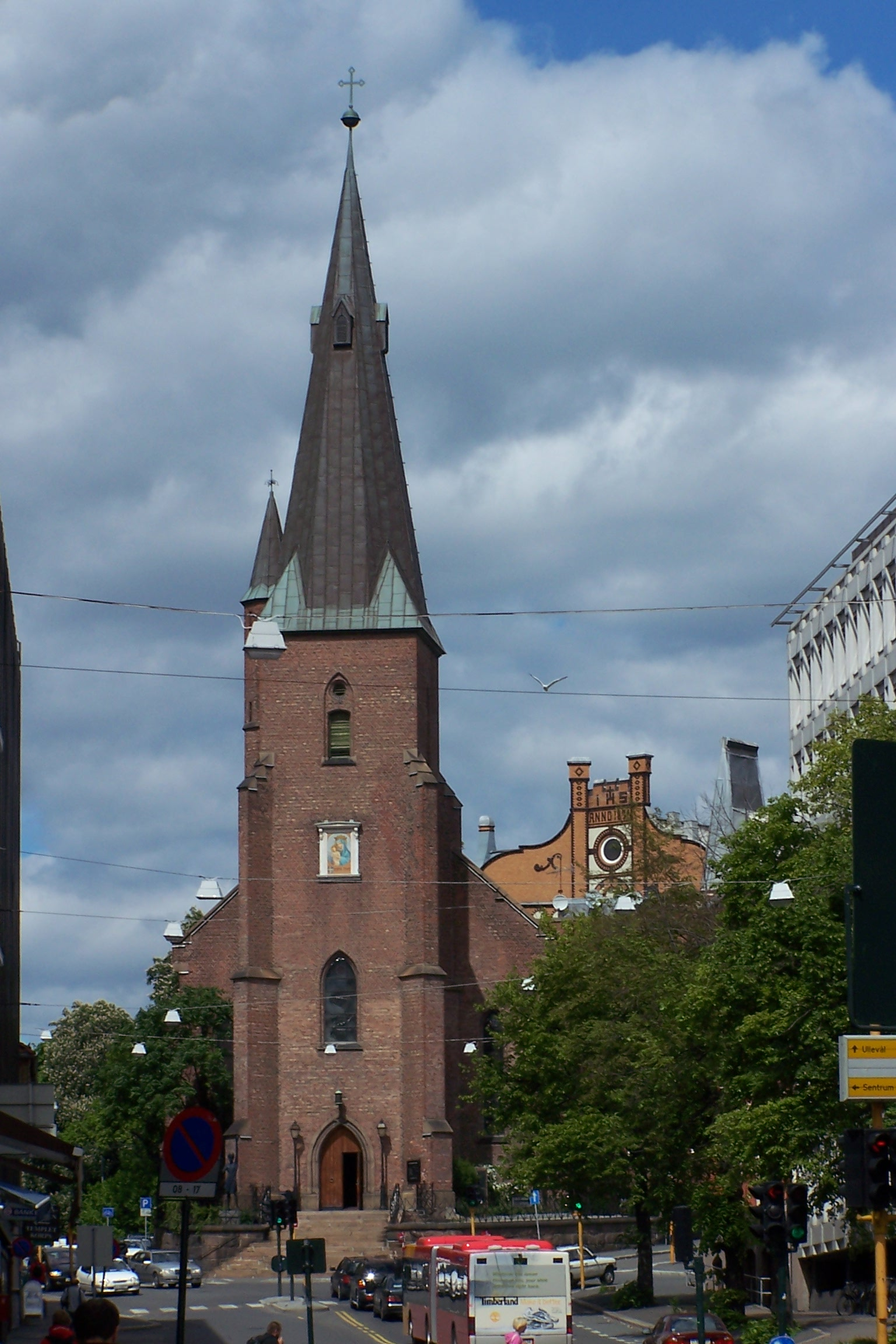
Собор святого Олафа, Осло, Норвегия

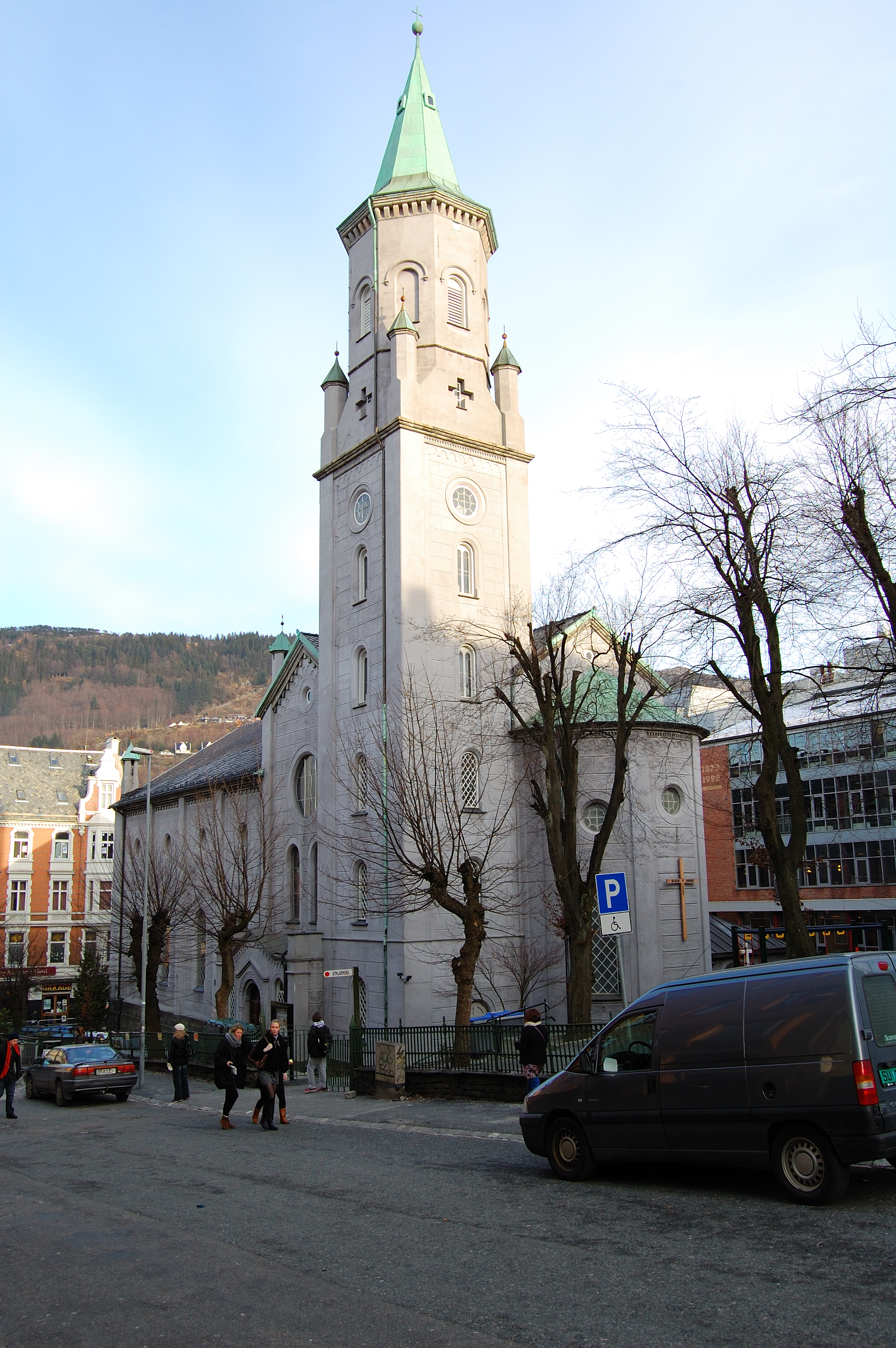
Церковь святого Павла, Берген, Норвегия

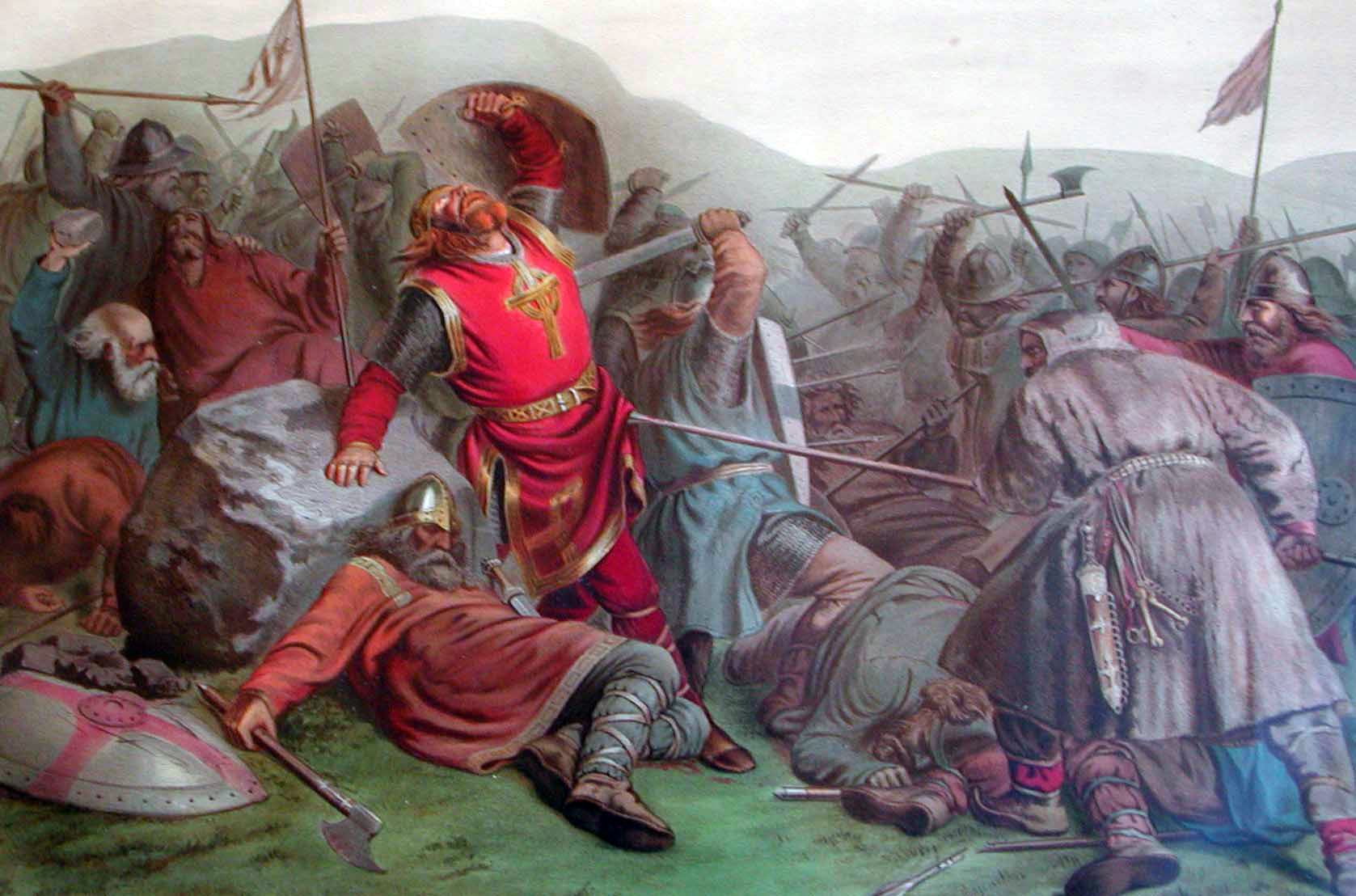
Гибель святого Олафа

Католицизм в Норвегии, или Римско-Католическая Церковь в Норвегии является частью всемирной Католической церкви. Католицизм в Норвегии в большей части исповедуют эмигранты из различных стран мира. Численность католиков в Норвегии составляет около 50 тысяч человек (1,35 % от общего числа населения). В Норвегии действует одна епархия Осло, две территориальные прелатуры в Тронхеймe, Тромсё и 32 прихода.

## История

### Ранняя история
Деятельность Католической церкви на территории нынешней Норвегии началась в IX—X веках. На запад страны прибывали католические миссионеры с Британских островов, на которых в то время проповедовали многочисленные представители ирландской монашеской школы. На юг страны проникали миссионеры из Германии. В это же время в Норвегии стали возводить часовни и церкви. В христианизации Норвегии также значительную роль сыграли норвежские конунги. Первую и неудачную попытку обратить в христианство норвежцев предпринял конунг Хакон Добрый (920—961 гг.). После него деятельность по обращению в христианство предпринимал конунг Олав Трюггвасон (995—1000). Олав Харальдссон (1015—1028 гг.) использовал христианство как один из элементов объединения норвежцев в единое государство. Канонизация Олава Трюггвасона, который погиб при сопротивлении язычников, сыграла значительную роль в самоидентификации норвежцев.

### Средние века
Формирование первых постоянных церковных католических структур началось при Олаве Тихом (1066—1093). В это время в Норвегии были созданы четыре католических епархий в Тронхейме, Селье, Осло и Ставангере. В 1152 году Святым Престолом была учреждена Тронхеймская архиепархия. В 1163 году иерархи Католической церкви получили право участвовать в выборах норвежского конунга, что впоследствии привело к противоречиям между светской и церковной властями.
После потери Норвегией независимости в 1536 году в стране усилились реформаторские настроения, в результате которых началась постепенная секуляризация церковного имущества в пользу датской короны. В Норвегии стал действовать датский закон Ордонанс 1537 года, который предписывал заменять в приходах католических священнослужителей на лютеранских. Католические священники были изгнаны или заключены в тюрьму, в случае если они не приносили присягу датскому королю.
В начале XVII века Норвегия стала лютеранской страной. Католицизм в Норвегии был законодательно запрещён. Католические монастыри были закрыты. Были изданы законы, запрещающие под страхом смерти въезд в Норвегию католических священнослужителей. Отдельные католические приходы сохранялись в отдалённых частях Норвегии до начала XVIII века. До 1843 года, когда был вновь разрешён католицизм, в стране присутствовали малочисленные норвежские крипто-католики.

### XIX век
В 1814 году Норвегия вступила в унию со Швецией, получив значительную автономию. В Норвегии начало развиваться национальное лютеранство. В 1814 году Конституция Норвегии провозгласила лютеранство национальной религией. В 1840 году был принят «Закон о диссентарах», разрешавший свободу вероисповедания. В 1843 году в стране были возобновлены первые католические богослужения. Первый католический приход после Реформации был создан в Осло в 1843 году, несколько лет спустя католические приходы были открыты в Финнмарке, Тромсё и Бергене. В 1856 году в Осло был построен кафедральный собор святого Олафа.
В 1864 году в Норвегии стали появляться первые монашеские общины. В 1869 году в Норвегии была образована первая католическая церковная структура Апостольская префектура, которая в 1892 году была преобразована в Апостольский викариат.

## XX век
В 1953 году в Норвегии была учреждена католическая епархия Осло и два Апостольских викариата в Тронхейме и Тромсё. В 1964 году в Конституцию Норвегии было внесено дополнение, разрешавшее полную свободу вероисповедания для всех христианских конфессий. Закон от 13.05.1969 года предписывал право всех зарегистрированных религиозных организаций на государственную поддержку.
В конце XX века в Норвегии стали основываться монастыри доминиканцев, цистерцианцев, траппистов и францисканцев.
С 1 по 3 июня 1989 года Римский папа Иоанн Павел II посетил Норвегию с пастырским визитом.

## Иммиграция
До 60-х годов XX века норвежская католическая община оставалась религиозным меньшинством численностью в несколько тысяч человек. По всей стране католические общины в различных городах и поселениях представляли несколько семей норвежцев. После начала массовой иммиграции Католическая церковь значительно увеличила свою численность. Католики-иммигранты прибывали из Германии, Нидерландов, Франции, Чили, Филиппин, Вьетнама и Шри-Ланки. После вступления Польши и Литвы в Евросоюз в страну стали прибывать эмигранты из этих стран. Норвежцы в настоящее время составляют около 40 % от всей численности католиков в стране и в основном они являются бывшими членами лютеранской церкви, перешедшими по разным причинам в католицизм.

## Структура Католической церкви в Норвегии
В настоящее время в Норвегии действуют:
- Епархия Осло
- Территориальная прелатура Тронхейма
- Территориальная прелатура Тромсё

Епископы Норвегии входят в Конференцию католических епископов Скандинавии. 

## Источник
- Католическая Энциклопедия, т. 3, изд. Францисканцев, М., 2007, стр. 927—931, ISBN 978-5-91393-016-3
- Kjelstrup, Karl. Norvegia catholica : moderkirkens gjenreisning i Norge : et tilbakeblikk i anledning av 100-årsminnet for opprettelsen av St. Olavs menighet i Oslo, 1843—1943.
- Brodersen, Øistein Grieve. Norge-Rom, 1153—1953 : Jubileumsskrift, 800 år siden opprettelsen av Den norske kirkeprovins. Trondheim.